# オーリンズ郡 (バーモント州)
オーリンズ郡（英: Orleans County）は、アメリカ合衆国バーモント州北部の郡である。北はカナダのケベック州に接している。人口は2万7393人（2020年）。郡庁所在地はニューポートであり、同郡で人口最大の都市である。ニューイングランドの他地域と同様に郡政府にはあまり権限が無い。州政府が支配している行政サービスをグループ化し、配分する手段を採っている。

## 歴史
オーリンズ郡は北東王国と呼ばれるバーモント州北東部の先コロンブス期からの歴史を共有している。
1753年、アベナキ族が身代金を払ったジョン・スタークを連れてメンフレマゴグ湖に下り、現在ニューポートとなっている場所の岸に来た。彼らは南東に向かい、ニューハンプシャーの家に戻った。
1759年、ロジャーズ・レンジャーズがケベックのセントフランシスを攻撃した後で、この地域を通って撤退を強いられた。復讐心に燃える追跡者を混乱させるために、メンフレマゴグ湖の東岸で二手に分かれた。1隊はクライド川を辿った。もう1隊はバートン川を南に辿り、クリスタル湖出口の滝まで行って、魚を捕まえることができた。そこからは南の山を越えてパサンプシック川バレーに出た。
イギリス国王は1774年のケベック法に従い、2つの植民地であるカナダとアメリカの境界をはっきりさせるために測量士を派遣した。その境界は北緯45度線が想定されていた。しかしその結果は意図された線の0.75マイル (1.2 km) 北の曲がった線になった。これは1842年のウェブスター＝アッシュバートン条約によって、曲がった線を肯定する形で解決された。オーリンズ郡の場合は特にダービーライン村がカナダに返還されずに済んだ。
1779年もしくは1780年、モーゼス・ヘイズン将軍がニューベリーからハードウィック、グリーンズボロ、クラフツベリー、オールバニを抜けてバーモント州北部のヘイズンズノッチに至るベイリー・ヘイズン軍事道路を建設した。この道路の目的はカナダに侵攻するためだった。その目的で利用されることは無かったが、地域の入植には効果があった。しかし、数少ないアベナキ族以外の者がこの原生地に住むようになるまでに5年以上がかかり、それも夏の間だった。
1778年、バーモント（当時はバーモント共和国）は2つの郡に分けられた。1781年、議会が最北の郡であるカンバーランド郡を3つに分け、新しいウィンダム郡とウィンザー郡はほぼ現在の位置に置かれた。北側の残り部分はオレンジ郡と呼ばれた。オレンジ郡の範囲はニューヨーク植民地時代の1770年3月16日に組織されたグロスター郡に相当し、ニューベリーが郡庁所在地だった。
バーモント共和国は1780年11月6日にエベネザー・クラフツと63名の同調者に町の設立を許可した。町名は1790年10月27日にエベネザー・クラフツを称えてクラフツベリーと改称された。クラフツは郡の最初期入植者だった。
1783年9月3日、パリ条約が調印された結果としてアメリカ独立戦争が終わり、イギリスはアメリカ合衆国の独立を認めた。バーモントとカナダのケベック州との国境は北緯45度線とされた。
1791年から1793年、ティモシー・ヒンマンが、現在ヒンマン開拓道路と呼ばれる道路を建設し、グリーンズボロから北のダービーとカナダを結んだ。
バーモントが州に昇格した後の1792年11月5日、議会はチッテンデン郡とオレンジ郡を6つの郡に編成しなおした。すなわち、チッテンデン郡、オレンジ郡、フランクリン郡、カレドニア郡、エセックス郡、オーリンズ郡だった。郡名をフランスのオルレアンから採った理由は記録されていない。
1797年に新しくジェファーソン郡が設立された時にオーリンズ郡の領域が削られた。
1810年、ランナウェイ池が突然バートン川バレーに溢れ出し、その水量は 1,988,000,000 米ガロン (7,530,000  m3) となり、オーリンズ郡にとって有史以来の大自然災害となったが、人命は1人も失われなかった。
米英戦争中の1813年12月27日、近くのケベック州スタンステッドからイギリス軍民兵隊の侵略を受けた。これはダービーの防備が無い兵舎を破壊し、物資を調達するためだった。けが人は出なかった。この侵略まで、ニューイングランドの大半と同様に地元住民は戦争に反対していた。多くの者はイギリスに物資を密輸していた。この侵略の後では、その隣人に対する支援の心が消滅した。
1816年6月、郡内に1フィート (30 cm) の雪が降り、農作物に被害を与えた。この1816年は夏の無かった年と呼ばれるようになった。
1835年10月にラモイル郡が設立されたとき、郡内のイーデン、ハイドパーク、モリスタウン、ウォルコットの町が移管された。
1858年、郡内のバートン町がカレドニア郡シェフィールド町から三角形の土地を譲り受けた。その中にはメイ池の全体、クリスタル湖の南部全体、サウスバートン村が含まれていた。
南北戦争のとき、バーモント第4歩兵連隊D中隊の大半はオーリンズ郡から徴兵された。
連邦政府からの要請に応えて郡内からも志願兵が北軍に加わった。1861年9月、彼らはバーモント第6歩兵連隊に入隊し、D中隊を構成した。この連隊はバーモント第1旅団に配属された。
1864年、バーモント第11歩兵連隊の兵士267名がオーバーランド方面作戦の時にウェルドン鉄道で捕虜になった。イエルサレム木板道路の戦いと呼ばれている。これらの捕虜がジョージア州のアンダーソンビル刑務所に連れて行かれたという情報が入ると、地元の大きな心配事になった。その刑務所は当時ですらその酷い生活条件で知られていた。捕虜の中の54人がオーリンズ郡出身だった。その多くは刑務所で死んだ。
南北戦争の前からフランス人移民が郡に入ってくるようになり、戦後も続いた。
バーモント州の他地域と同様、オーリンズ郡からは従軍できる男性の4分の1が南北戦争に参戦した。その内の10%が死んだ。帰って来た者も障碍者になって農作業を続けられない者がいた。その多くは志願兵として出て行った者だった。1860年代半ばから多くの農場が売りに出され、農場の価格が急落した。近くにいたフランス系カナダ人がこれをチャンスにした。その結果、州内、特に北部で生まれた農場労働力が他州に転出し、20世紀への変わり目まで多くの移民が入って来た。
オーリンズ郡はその設立以来人口が増えていたが、1900年から減少を始めた。1960年には20,143人と底を打った。それ以降は増加に転じている。
1903年オーリンズ郡はメールオーダーで監獄を購入した。年間約350人を収容した。1973年のロックコンサートには観客の落ちこぼれで、一時に140人を収容したこともあった。1995年にこの監獄は閉鎖された。現在はアメリカ合衆国国家歴史登録財に指定されている。
1903年、州法で各町はその領域内で酒類を販売してよいかを決められることになった。1905年まで酒類販売を認めた町は無かった。1903年以前の州法でアルコールを禁じていたわけではなかったので、その変化はそれほど急激に起こらなかったが、この法は不規則に執行された。
1967年、科学者のジェラルド・ブルがそのスペースリサーチコーポレーションのために、カナダ国境の直ぐ北にあるハイウォーターに研究所を建設した。その敷地は郡内のノーストロイまで掛かっていた。ブルの意図は重火器を使って研究用パッケージを衛星軌道に乗せることだった。
2004年8月14日と15日、バンドのフィッシュがファイナルコンサートと銘打ったものをコベントリーで開催した。このコンサートは単一の行事として、この町では最大の観衆を集めた。7万枚のチケットが販売され、集まった観衆は州の歴史でも最大級のものになった。
郡内にはアメリカ合衆国国家歴史登録財に指定されている場所が23か所ある。
2008年、バーモント州は、郡内のオールバニ、クラフツベリー、アイラスバーグ、ローウェル、ニューポートタウン、トロイ、ウェストフィールドの町、および隣接するラモイル郡とフランクリン郡の6つの町に、1995年から2006年まで行った健康度調査の結果として、ベルビデア山にあったアスベスト鉱山から半径10マイル (16 km) 以内の住人は、通常よりも高い石綿肺症に罹っていたと発表した。州政府と連邦政府はこの問題の検討を続けている。この調査に対する批判として、人口16,700人の中から1995年から2005年までに石綿肺症に罹って死亡した未詳の患者3人に基づいているという声が上がった。2009年4月、バーモント州健康省は、アスベスト鉱山に関わる死者は全て職業的な暴露が原因だったことが分かったと公表した。この報告書では、鉱山の近くに住む住人は、州内他地域の住人よりもアスベストが原因の病気リスクが高くないとも結論づけている。しかし、この鉱山跡は現在も除染の必要性がある。2009年、除染の費用は3億米ドルと見積もられた。

## 地理
アメリカ合衆国国勢調査局に拠れば、郡域全面積は721平方マイル (1,870 km2)であり、このうち陸地698平方マイル (1,810 km2)、水域は23平方マイル (60 km2)で水域率は3.25%である。面積では州内第5位であり、グアドループより大きく、モーリシャスより小さい。北東王国を構成する3郡の中では最も広い。
オーリンズ郡はグリーン山地の東西の支脈の間に位置している。
郡内最高地点はジェイの町にあるジェイ峰であり、標高は3,858フィート (1,176 m) である。最低地点はメンフレマゴグ湖面であり、標高は682フィート (208 m) である。
郡内には主に4つの河川がある。バートン川、ブラック川、クライド川、ミシスコイ川である。ミシスコイ川以外は北に流れている。ミシスコイ川は西に流れカナダとアメリカ合衆国を行き来する。郡の南部、グリーンズボロ、クラフツベリーおよびグローバーの南ではラモイル川によって南と西に流れる。北のセントローレンス川流域として、水の大半が北に流れることで、バーモント州東部にあっては特異である。他の全郡は真っ直ぐ南にグリーン山地の東を流れコネチカット川に注いでいる。
バートン川はクリスタル湖に注ぎ、北のバートン、ブラウニントン、コベントリーを過ぎてニューポートからメンフレマゴグ湖に注ぐ。この流域にはダービー、アイラスバーグ、ウェストモアの町があり、ウィロービー湖、クリスタル湖、シャドウ池、パーカー池がある。
ブラック川の全長は約30マイル (48 km) である。クラフツベリーの幾つかの池に発し、オールバニ、アイラスバーグ、コベントリーを過ぎる。セイラムでメンフレマゴグ湖に注ぐ。この流域にはオールバニの町とエリゴ湖、ホスマー池がある。
クライド川には4つの水力発電ダムがあり、その後にメンフレマゴグ湖に注ぐ。この流域にはブライトン町（エセックス郡）、チャールストン町、モーガン町（エセックス郡）、ダービー町、シーモア池、エコー湖、およびアイランド池、クライド池、ペンショナー池がある。
さらに、カナダのコーティクック川とトミフォビア川の流域には、ダービー町、ホランド町、ノートン池、ホランド池、グレートアベリル池とリトルアベリル池がある。
州内では池の数が最大の郡である。
州有林としてはヘイズンズノッチ、ジェイ、ウィロービーの3か所がある。

### 動物相
オーリンズ郡は北方にあり、北方林、山地、水域、湿地があるので、鳴き鳥が多い。2012年6月の案内書では、カマドムシクイ、ヒガシホイッパーウィルヨタカ、ウィルソンタシギ、アルダーヒタキ、ウタイモズモドキ、アカメモズモドキ、ミソサザイ、モリツグミ、コマツグミ、ヴィーリチャイロツグミ、ネコマネドリ、カオグロアメリカムシクイ等が見られる。

### 気候
ニューポート地域で平均的な植物生育期は、霜の無い約130日である。ニューポートは標高の低い地域にあるので、標高の高い他の地域ではそれよも短い。
1950年から1995年の間に竜巻が4回発生した。全て藤田スケールでF1である。怪我人が出たこともある。全国平均の竜巻発生回数よりは2.7回少ない。

### 交通

#### 主要高規格道路
1972年11月9日に、バートンから北に州間高速道路91号線が開通し、1978年には郡の南に伸びたことは、1世紀前に鉄道が開通したのと同じくらいの影響があった。1980年、オーリンズ郡は20世紀で初めて人口が増加した。
州間高速道路には郡内に5つの出口がある。2つはバートン町内にあり、バートン村とオーリンズ村が使える。3つはダービー町内にあり、最南部の出口27は1マイル (1.6 km) 離れたニューポート市に通じ、出口28はダービーセンター村とショッピング地域に、出口29はダービーライン村に通じている。
郡内には州道と1級、2級、3級道路の総延長で1,041マイル (1,675 km) の道路がある。この内606マイル (975 km) は未舗装路（3級）である。141マイル (227 km) は未使用（4級）である。ニューイングランドの大半と同様、郡政府は道路を建設したり維持したりしてはいない。
ダービー町内の道路が最も長く102マイル (163 km) ある。ウェストフィールドが最も短く31マイル (50 km) である。
郡内ではニューポート市に5か所、ダービー町に2か所、国道5号線に6か所、合計13か所にしか交通信号が無い。
- 州間高速道路91号線 - バートンからダービー
- アメリカ国道5号線 - バートンからダービー
- バーモント州道5A号線 - ウェストモアからダービー
- バーモント州道14号線 - アイラスバーグからコベントリーとニューポート
- バーモント州道16号線 - グリーンズボロからウェストモア
- バーモント州道58号線 - ローウェルからウェストモア
- バーモント州道100号線 - ニューポートからイーデン
- バーモント州道101号線 - ノーストロイと州道105号線を繋ぐ
- バーモント州道105号線 - トロイからチャールストン
- バーモント州道111号線 - ダービーからモーガン
- バーモント州道114号線 - モーガン
- バーモント州道122号線 - グロバーからシェフィールド
- バーモント州道191号線 - ニューポート市に通じる道路
- バーモント州道242号線 - 州道101号線からジェイ
- バーモント州道243号線 - ノーストロイからマンソンビル

#### 公共交通機関
非営利団体のRCT（田園コミュニティ交通）がセントジョンズベリーを拠点にカレドニア、エセックス、ラモイル、オーリンズ各郡にバス便を運行している。一般的にはニューポート市からダービーセンターまでウィークデイに4便往復、土曜日に2往復走らせている。料金は25セントである。

#### 鉄道
ワシントン郡鉄道（バーモント鉄道システム）が、ホワイトリバージャンクションから北のセントジョンズベリーとニューポートに列車を30年間走られせて、近年表彰された。貨物線である。
郡内に停車駅は無い。メンフレマゴグ湖の東岸を走る線があったが、廃線となり、ハイキング道用に線路もはがされた。この線がビーブ近くで交差している。ノーストロイを通って北西のカナダへは運行が続けられている。

#### 空港
郡内にはニューポート州立空港がある。4,000フィート (1,200 m) の滑走路2本がある。

### 隣接する郡
- バーモント州
  - エセックス郡 - 東
  - カレドニア郡 - 南
  - ラモイル郡 - 南西
  - フランクリン郡 - 西
- カナダ側
  - カナダ・ケベック州ブロム・ミシスクワ郡 - 北西
  - カナダ・ケベック州マンフレマゴグ郡
  - カナダ・ケベック州コーティクック郡 - 北東

## 郡政府と政治
バーモント州の全郡と同様に、オーリンズ郡政府には行政機能が少なく、州レベルの機能と統合されている。残っている機能は司法である。郡の税金は無い。
2007年、資産税の中央値は1,940米ドルであり、全国の人口2万人以上の郡1,817郡の中で第265位だった。
2006年の予算は428,612.51米ドルだった。町税はこの中の65%である。この予算は全て州から充当される。約32%は裁判所の人件費である。22%以上が保安官部の費用である。

### 行政
上級裁判所の副判事が郡予算の支出を承認する。
.
道路委員会（委員は上級裁判所が毎年指名する）には、道路や橋が適切に維持されていないときに、市民が申請できる。

### 司法
上級裁判所、家庭裁判所、検認裁判所が全てニューポート市、メインストリート247番にある。
地方裁判所はメインストリート217番にあり、州検察官も駐在している。
保安官事務所と監獄はメインストリート255番、上級裁判所ビルに隣接してある。保安官は通常選挙で選ばれている。

### 州議会への代表
エセックス・オーリンズ上院議員選挙区にはオーリンズ郡の全域とエセックス郡、フランクリン郡、ラモイル郡の一部が含まれている。

### 政治
| 年     | 民主党      | 共和党      |
| ------ | ----------- | ----------- |
| 2012年 | 60.9% 7,117 | 36.8% 4,306 |
| 2008年 | 62.6% 7,998 | 35.1% 4,482 |
| 2004年 | 51.7% 6,330 | 46.3% 5,666 |
| 2000年 | 45.1% 5,472 | 47.8% 5,799 |

オーリンズ郡は州内でも保守的な郡である。2008年アメリカ合衆国大統領選挙では、民主党のバラク・オバマに63%近い支持を与えた。共和党候補を支持した町は無かった。それでも州議会上院議員や下院議員は共和党候補を選び、州知事や副知事は圧倒的に共和党候補を支持した。ただし州の役人は全て民主党員を選んだ。
2000年一般選挙の投票率は73%と記録的な数字になった.。

## 人口動態
以下は2000年国勢調査による人口統計データである。
| 基礎データ - 人口: 26,277 人 - 世帯数: 10,446世帯 - 家族数: 7,155家族 - 人口密度: 15人/km2（38人/mi2） - 住居数: 14,673軒 - 住居密度: 8軒/km2（21軒/mi2） 人種別人口構成 - 白人: 97.16% - アフリカン・アメリカン: 0.37% - ネイティブ・アメリカン: 0.65% - アジア人: 0.30% - 太平洋諸島系: 0.02% - その他の人種: 0.13% - 混血: 1.37% - ヒスパニック・ラテン系: 0.72% 先祖による構成 - フランス系/フランス系カナダ人：30% - イギリス系：17% - アイルランド系：11% - ドイツ系：5% - スコットランド系：4% 言語による構成 - 英語：90.58% - フランス語：7.72% | 年齢別人口構成 - 18歳未満: 25.1% - 18-24歳: 7.1% - 25-44歳: 26.8% - 45-64歳: 25.9% - 65歳以上: 15.0% - 年齢の中央値: 39歳 - 性比（女性100人あたり男性の人口） - 総人口: 98.6 - 18歳以上: 95.1 世帯と家族（対世帯数） - 18歳未満の子供がいる: 32.1% - 結婚・同居している夫婦: 54.4% - 未婚・離婚・死別女性が世帯主: 9.6% - 非家族世帯: 31.5% - 単身世帯: 25.2% - 65歳以上の老人1人暮らし: 10.9% - 平均構成人数 - 世帯: 2.45人 - 家族: 2.91人 - 持ち家率: 74.1% - 集合住宅入居率: 14.9% - 住宅価格の平均値: 78,800米ドル 収入と家計 - 収入の中央値 - 世帯: 31,084米ドル - 家族: 36,630米ドル - 性別 - 男性: 27,964米ドル - 女性: 20,779米ドル - 人口1人あたり収入: 16,518米ドル - 貧困線以下 - 対人口: 14.1% - 対家族数: 10.6% - 18歳未満: 17.9% - 65歳以上: 10.9% |

貧困線以下の比率は2003年時点で州内最高だった。平均賃金は州内で2番目に低かった。

### 宗教
2000年時点で郡内には次の数の宗派別信徒がいた。
- カトリック 7,775人（フランスからの移民が多いためカトリック教徒が多い）
- メインライン・プロテスタント 2,064人
- 会衆派教会 838人
- その他の宗教 304人
- 無回答（無宗教） 15,296人

## 経済
オーリンズ郡は国内でも世帯当たり平均消費額が5番目に少ない。
2004年で、住居賃借料が州内で最も低かった。2008年、住宅の3分の1はセカンドハウスだった。
2008年3月時点の失業率は季節変動を調整して9.1%となり、州内で最高となった。州平均は5.3%だった。

### 事業と産業
郡内に農業以外の民間企業が838あり、7,392人を雇用していた。2002年の工業生産額は2億3,800万米ドルだった。この年、小売業で2億4,000万米ドルを売り上げた。一人当たり小売り額は9,000米ドルだった。企業の24%は女性が所有している。
2003年、郡内に酪農家は194軒あった。これは州内の郡で3番目に多い数である。2010年3月にはそれが139軒まで減った。2007年の郡の牛乳出荷量は 29,585,000 ポンド (13,420 トン) だった。1992年から2007年の間に農家の数は増えた。耕作面積は1992年の 149,503 エーカー (60,502 ha)から2007年の 130,308 エーカー (52,734 ha) に減った。
林業では1998年から2004年の間に雇用数が大きく増大した。

#### 小売業
郡内には薬局が5軒あり、そのうち3つは地域チェーン店である。ライト・エイドが2007年にブルックスの薬局を買収したとき、これで地域の競合店が減るはずだった。バーモント州検察長官がこれに介入し、2店舗の1つを競合社に売却することになった。
郡内にはファストフードの全国チェーン店が4軒あり、1つはオーリンズ、1つはダービー、2つがニューポート市にある。
地域スーパーマーケットチェーン店は2軒あり、どちらもダービーにある。地方の雑貨屋もある。
ニューポート市には映画館が1軒あり、3館併合館である。

### 観光業
オーリンズ郡は住居に占めるセカンドハウスの比率ではウィンダム郡と並んで第1位タイである。

## 教育
住民の78.2%は高校卒以上の学歴がある。大学卒では16.1%である。
郡内に公立高校が3校ある。ノースカントリー統合高校は生徒数1,063人、湖水地域統合高校は同396人、クラフツベリー・アカデミーは同59人である。ウィーラー・マウンテン・アカデミーは感情、挙動、学習に問題のある7年生から12年生を教えており、生徒数は15人である。ユナイテッド・クリスチャン・アカデミーは私立宗教系学校であり、幼稚園生から12年生までの108人を教えている。
2007年、3つの公立高校の新入生が標準試験（数学、リーディング、ライティング）で州平均より低い点を取った。ノースカントリー統合高校だけが、リーディングで平均以上だった。
郡内で家庭学習を選択する児童生徒は95人いる。

### 高等教育機関
クラフツベリー・コモンには認証を受けた4年制大学のスターリング・カレッジがあり、学生数は100人近くである。
ニューポート市にはバーモント・コミュニティカレッジの分校があり、学生数は300人近くいる。准学士号を提供している。

## 文化
郡内には図書館が13館ある。全てが非営利法人である。スタッフの多くはボランティアである。

## 都市と町
郡内には18の町と1つの市がある。村は統計上の区分であり、それが属する町の一部である。
ほとんどの町は警察機能を郡保安官に委託している。
| - オールバニ町 - オールバニ村 - バートン町 - バートン村 - オーリンズ村 - ブラウニントン町 - チャールストン町 - コベントリー町 - クラフツベリー町 - ダービー町 - ビーブプレーン村 - ダービーセンター村 - ダービーライン村 | - グローバー町 - グリーンズボロ町 - ホランド町 - アイラスバーグ町 - ジェイ町 - ローウェル町 - モーガン町 - ニューポート市 - 郡庁所在地 - ニューポート町 - トロイ町 - ノーストロイ村 - ウェストフィールド町 - ウェストモア町 |

## 医療
- オーリンズ・エセックス訪問看護協会とホスピス、非営利緩和ケア

## メディア

### 新聞
- 「ザ・クロニクル」 - 週刊紙、バートンで発行
- 『ニューポート・デイリー・イクスプレス」 - ウィークデイにニューポートで発行

### ラジオとテレビ
ラジオはFM局が2つ、AM局が1つ郡内にある。テレビは2つのチャンネルが見られる。カナダからの放送も視聴できる。。

## 著名な出身者
- ジョン・ガンサー、著作家、一時期グリーンズボロに住んだ
- ヘンリー・リーランド、発明家、機械工学者、自動車の企業家、キャデラックを創業し、リンカーンブランドを作った。バートン生まれ
- ウィリアム・レンキスト、アメリカ合衆国最高裁判所長官、一時期グリーンズボロに住んだ